# Sapahi (Bara)
Pour les articles homonymes, voir Sapahi.
Sapahi (en népalais : सपही) est un comité de développement villageois du Népal situé dans le district de Bara. Au recensement de 2011, il comptait 9 115 habitants.